# Pablo Casado
Pablo Casado Blanco (Palencia, 1º febbraio 1981) è un politico spagnolo, presidente del Partito Popolare spagnolo dal 21 luglio 2018 al 2 aprile 2022.

## Biografia

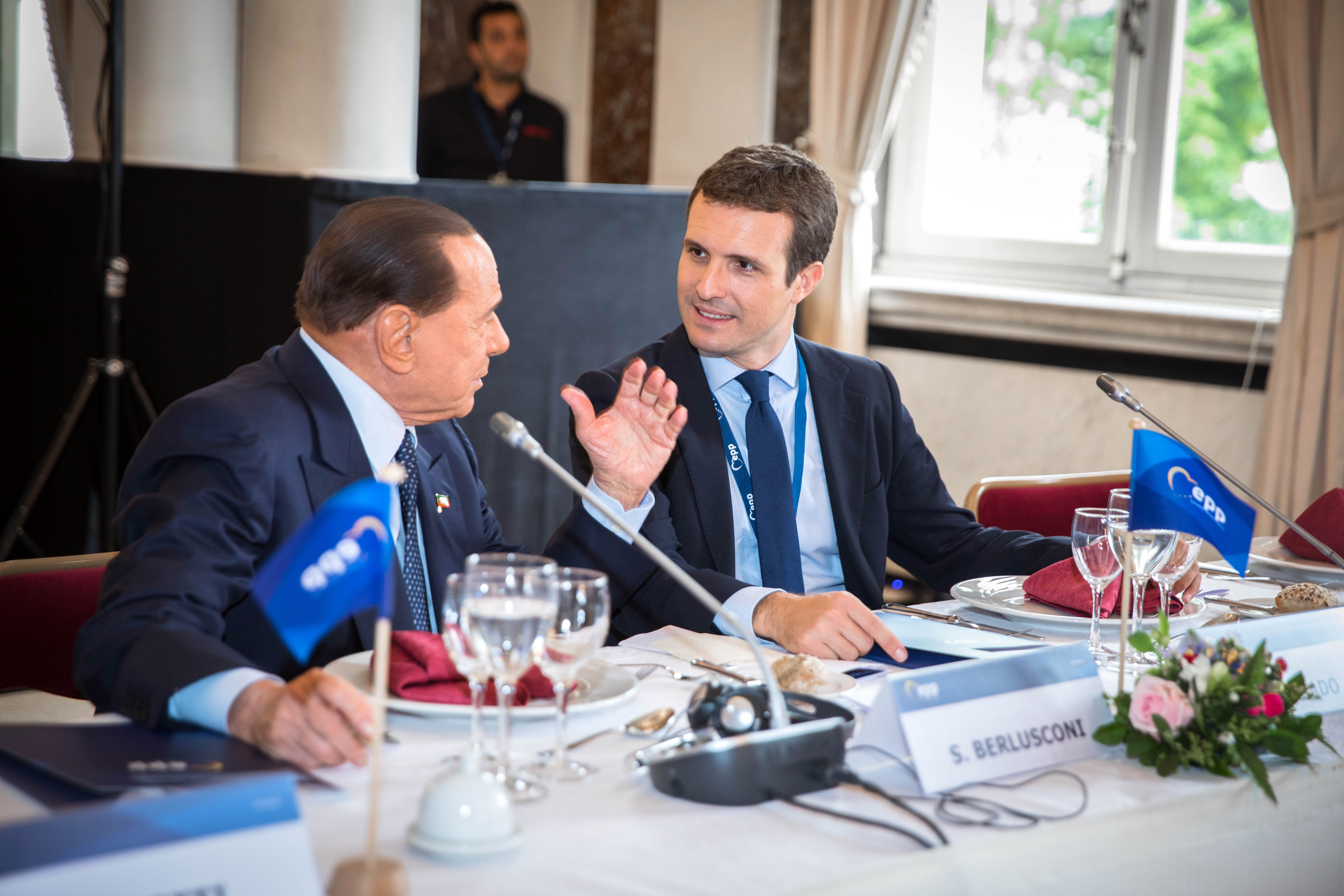
Casado con Silvio Berlusconi nel 2019

Nato a Palencia, il padre, Miguel Casado González, era un medico e la madre, Esther Blanco Ruiz, professoressa universitaria nel settore infermieristico.  La famiglia possiede una clinica oculistica nella sua città natale. Ha cinque fratelli, ha studiato al Colegio Castilla, gestito dai Fratelli maristi delle scuole, e si è laureato in Giurisprudenza nel 2007 all'Università Complutense di Madrid specializzandosi dal 2007 al 2014 in Amministrazione e direzione d'impresa all'Universidad Rey Juan Carlos.

### Attività politica
Casado aderì al Partido Popular nel 2003, di cui dal 2005 al 2013, nella comunità di Madrid, è stato dirigente regionale di Nuevas Generaciones, l'organizzazione giovanile del partito. Nel 2007 fu eletto consigliere regionale all'Assemblea della Comunità autonoma di Madrid nelle liste del PP, carica che mantenne fino al 2009. Tra il 2009 e il 2012 è stato capo di gabinetto dell'ex presidente del governo José María Aznar, nel think tank dell'ala più conservatrice del partito.
Nel 2011 è stato eletto deputato alle Cortes Generales, per il collegio di Avila.
Nel giugno 2015 viene nominato Vicesegretario generale della Comunicazione del Partido Popular.
Dopo le dimissioni di Mariano Rajoy da presidente del partito nel giugno 2018, dopo essere stato sfiduciato dal Congresso, permettendo l'arrivo alla guida del governo del leader socialista Pedro Sánchez, Casado ha annunciato la sua candidatura alla presidenza del Partito Popolare. Si piazza secondo tra i sei candidati alle primarie con il 34,27%. 

### Presidente del PP
Al XIX congresso del Partito Popolare, il 21 luglio 2018, è eletto presidente con il 57.21% dei voti, superando l'altra candidata, l'ex vicepremier Soraya Sáenz de Santamaría, che ha ottenuto il 42.05% dei voti. Casado Blanco diviene così il leader dell'opposizione al governo Sánchez I.
Il suo partito alle elezioni generali dell'aprile 2019 ottiene il 16,70%, una pesante riduzione di voti rispetto al 33,01% del 2016, raccogliendo il peggior risultato elettorale della storia del partito.
Dopo un'ulteriore flessione elettorale alle amministrative, al congresso straordinario del PP dell'aprile 2022 Casado annunciò che non si sarebbe ricandidato e Alberto Núñez Feijóo fu eletto nuovo presidente del partito. Due giorni dopo Casado si dimise anche dal suo seggio al parlamento spagnolo.

## Vita privata
Pablo Casado ha sposato Isabel Torres Orts il 20 giugno 2009, nella Basilica minore di Santa Maria di Elche. La coppia ha 2 figli.

## Posizioni politiche
Casado è apertamente contrario ai matrimoni gay, alle adozione di bambini da parte di coppie omosessuali e alla liberalizzazione delle droghe, siano esse pesanti o leggere. Pone vita e famiglia al centro della sua ispirazione politica.